# Очеретня (Первомайський район)
Очере́тня — село в Україні, у Кривоозерській селищній громаді Первомайського району Миколаївській області. Населення становить 536 осіб.

## Географія
В селі протікає річка Мазурів Яр , є 3 ставки.

## Символіка
Затверджена 28 березня 2014 р. Автор: І. Янушкевич.

### Герб
У червоному щиті золота фігура козака з гвинтівкою на плечі, пістолетом за поясом і срібною шаблею, правою рукою козак доторкається до золотого розширеного хреста із золотим сяйвом, супроводжуваного зверху срібною восьмипроменевою зіркою. У зеленій базі, скошеній справа, золотий віник, який прошивається срібними голками з золотими нитками.

### Прапор
Квадратне полотнище складається з двох горизонтальних смуг – червоної і зеленої, у співвідношенні 3:2. У центрі верхньої смуги біла шабля з жовтою рукояткою, над нею біла восьмипроменева зірка. У центрі нижньої смуги три жовтих переплетених в центрі смуги.

## Історія
Засноване у 1784 році.
Під час організованого радянською владою Голодомору 1932—1933 років померло щонайменше 264 жителі села.

## Населення

### Мова
Розподіл населення за рідною мовою за даними перепису 2001 року:
| Мова       | Кількість | Відсоток |
| ---------- | --------- | -------- |
| українська | 807       | 95.39%   |
| російська  | 21        | 2.48%    |
| румунська  | 17        | 2.01%    |
| білоруська | 1         | 0.12%    |
| Усього     | 846       | 100%     |